# Antena ultrakrótkofalowa
Anteny ultrakrótkofalowe – rodzaj anten charakteryzujących się małą długością fal, posiadają szerokie możliwości użycia jako anteny obrotowe, z wykorzystaniem ich własności kierunkowych.

## Charakterystyka
Podobnie jak anteny do nadawania falach krótkich, anteny te promieniują pod małymi kątami do poziomu. Ponieważ dla tychże fal kąt krytyczny jest równy zeru, połączenie fal jest zapewnione dzięki wykorzystaniu fali przyziemnej, ale zasięg ograniczony jest ze względu na słabe uginanie się fal.
Jednym z najważniejszych problemów w technice antenowej jest problem rozszerzenia pasma przepuszczania anteny.
Jest to konieczne np. przy nadawaniu sygnału telewizyjnego i wtedy, kiedy używany jest specjalny rodzaj modulacji.
Problem ten rozwiązuje się poprzez zastosowanie dipoli pętlowych o dużej oporności promieniowania oraz przewodów promieniujących i dużych wymiarach "poprzecznych".
Anteny ultrakrótkofalowe są tak skonstruowane, że liczba części szkieletu anteny, w tym izolatorów, jest możliwie jak najmniejsza i wykonana z materiałów dostosowanych do pracy na wielkich częstotliwościach. Jest to uwarunkowane zmniejszeniem strat dielektrycznych i rozstrojeniem dipola, gdyż na falach ultrakrótkich mogłyby być one dość znaczne.
W celu uniknięcia strat wskutek upływu energii i szkodliwych odbić, przewody, które wzmacniają antenę lub maszt zostają rozdzielone izolatorami na odcinku o długościach mniejszych 0,375λ.

## Zasilanie
Anteny zasilane są za pomocą dopasowanej linii zasilającej, najbardziej pożądane jest stosowanie linii zasilającej dwuprzewodowej o oporności falowej 400 Ω.
O ile linia zostanie wykonana z przewodu o średnicy 1,6 ÷ 1,2 mm, to straty promieniowania będą niewielkie. Maksymalna odległość pomiędzy przewodami linii zasilającej z metrowym zakresie fal powinna wynosić 10 cm.
Ogromne znaczenie w radiokomunikacji na tychże falach ma zastosowanie kabli koncentrycznych pozbawionych strat na promieniowanie.
Skręcona listwa o małej oporności jest bardzo wygodna w montażu, ale przy długościach większych niż 3÷4λ straty dielektryczne rosną w niej tak bardzo, że stosowanie jej staje się bezcelowe. Przy większych odległościach należy stosować linię powietrzną..

## Formowanie fali
Anteny z reflektorami parabolicznymi stosuje się w zakresie dla fal o długościach poniżej 1 m. Reflektory takie stosuje się, aby uzyskać wąski strumień promieniowania pochodzącego od anteny umiejscowionej w ognisku paraboli. Zasada działania polega na zmianie przez reflektor fali kulistej wytworzonej przez antenę na falę płaską.